# Marpesträsk
Marpesträsk är en sjö i Gotlands kommun i Gotland och ingår i Gothemån-Snoderåns kustområde. Marpesträsk ligger i Marpesträsk Natura 2000-område. Sjöns area är 0,06 kvadratkilometer och den befinner sig 3 meter över havet.